# خوسيه رومان آبرو
خوسيه رومان آبرو (بالإنجليزية: José Román Abreu)‏ هو سياسي أمريكي، ولد في 30 نوفمبر 1975. حزبياً، نشط في Popular Democratic Party (Puerto Rico) ‏.